# Dendronephthya yamamotoi
Dendronephthya yamamotoi is een zachte koraalsoort uit de familie Nephtheidae. De koraalsoort komt uit het geslacht Dendronephthya. Dendronephthya yamamotoi werd in 1954 voor het eerst wetenschappelijk beschreven door Utinomi. 